# Tunesische Piratenpartei

Tunesische Piratenpartei
Piratenpartei Tunesien

Als Tunesische Piratenpartei werden zwei Parteien in Tunesien bezeichnet. Beide verstehen sich als Teil der internationalen Bewegung der Piratenparteien.
Die erste Tunesische Piratenpartei (arabisch حزب القراصنة التونسي, DMG Ḥizb al-Qarāṣina at-Tūnisī, französisch Parti pirate tunisien) wurde am 27. September 2010 gegründet. Die formale Zulassung wurde der Partei zunächst verweigert, wodurch eine Teilnahme an der Wahl zur Verfassunggebenden Versammlung Tunesiens 2011 nicht möglich war. Am 12. März 2012 wurde sie als politische Partei zugelassen, womit sie die erste offizielle Piratenpartei auf dem afrikanischen Kontinent war. Sie ist Teil der informellen African Pirate Party.
Die Piratenpartei wurde während der Revolution in Tunesien 2010/2011 bekannt, als eine Zahl von Mitgliedern und Sympathisanten der Partei, darunter Azyz Amami und Slim Amamou, für ihre Teilnahme an den Protesten festgenommen wurden; Amami wurde bei der Inhaftierung selbst durch Sicherheitskräfte verletzt. Slim Amamou wurde wenige Tage nach der Flucht des Präsidenten Zine el-Abidine Ben Ali im Januar 2011 zum tunesischen Staatssekretär für Jugend und Sport berufen. Amamou war jedoch nicht Mitglied der Tunesischen Piratenpartei, beteiligte sich aber an der Gründung der zweiten Piratenpartei.
Die Piratenpartei Tunesien (arabisch حزب القراصنة) wurde am 7. April 2012 gegründet. Der ehemalige Staatssekretär Slim Amamou ist das bekannteste Mitglied der Partei. Die Partei wurde im April 2013 Mitglied der Pirate Parties International.